# Borda da Mata (kommun)
Borda da Mata är en kommun i Brasilien.   Den ligger i delstaten Minas Gerais, i den sydöstra delen av landet, 700 km söder om huvudstaden Brasília. Antalet invånare är 17 129.
Följande samhällen finns i Borda da Mata:
- Borda da Mata

Omgivningarna runt Borda da Mata är huvudsakligen savann. Runt Borda da Mata är det ganska glesbefolkat, med 34 invånare per kvadratkilometer.